# شقران قمحي
بوشيني قمحي أو بوشيني القمح أو صدأ القمح (الاسم العلمي: Puccinia triticina) هو نوع من الفطريات يتبع جنس البوشيني من فصيلة البوشينية.

## مرض زراعي
يتسبب هذا الفطر بصدأ أوراق القمح وهو مرض فطري يصيب بعض المحاصيل الزراعية مثل القمح والشيلم. للصدأ سلالات مختلفة تختص بفصائل مختلفة، فالسلالة التي تصيب محاصيل الفصيلة النجيلية هي (باللاتينية: Puccinia graminis tritici).